# Robert de Bruges
Saint Robert de Bruges (ou Robert Gruuthuuse) (né à Bruges, Belgique, et décédé à Clairvaux) est un moine cistercien.

## Biographie
Robert de Bruges était clerc et étudiant à Laon (France) en 1115, lorsque l’abbaye de Clairvaux fut fondée par saint Bernard et ses compagnons. Il y devient moine et est proche compagnon de saint Bernard.
Lorsque l’abbaye des Dunes demande son affiliation à l’ordre cistercien (1138), c’est à lui que saint Bernard confie la tâche d’y introduire les coutumes de Citeaux. St Bernard vient lui-même à Furnes pour installer Robert de Bruges comme premier abbé de l’abbaye Notre-Dame des Dunes (avril 1139). Son prestige et autorité sont tels que, bien qu’absent de Clairvaux, il en est élu l’abbé à la mort de Saint Bernard (1153).
Robert de Bruges meurt à Clairvaux en 1157 : on peut encore voir son tombeau dans ce qui était l’abbaye de Clairvaux (aujourd’hui établissement pénitentiaire). Considéré comme saint dans l'Église catholique, sa mémoire est fêtée le 29 avril

## Souvenir
- Deux lettres de saint Bernard à Robert de Bruges sont conservées, et furent publiées dans la Patrologia Latina de Migne : tome 185, col. 1558.
- Au calendrier liturgique, Saint Robert de Bruges est fêté le 29 avril et Saint Robert de Molesmes, le fondateur de Citeaux, le lendemain, 30 avril.